# Saltos ornamentais na Universíada de Verão de 1987

## Quadro de medalhas
| Ordem | País                  | Medalha de ouro | Medalha de prata | Medalha de bronze |    |
| ----- | --------------------- | --------------- | ---------------- | ----------------- | -- |
| 1     | CHN China             | 6               | 3                | 1                 | 10 |
| 2     | URS União Soviética   |                 | 2                | 2                 | 4  |
| 3     | USA Estados Unidos    |                 | 1                | 2                 | 3  |
| 4     | GDR Alemanha Oriental |                 |                  | 1                 | 1  |